# Cinclocerthia
Cinclocerthia és un gènere d'ocells de la família dels mímids (Mimidae).

## Taxonomia
Segons la Classificació del Congrés Ornitològic Internacional (versió 14.2, 2024) aquest gènere està format per dues espècies:
- Cinclocerthia ruficauda - mim bru.
- Cinclocerthia gutturalis - mim emmascarat.